# Luís de Mendonça Furtado e Albuquerque
Luís de Mendonça Furtado e Albuquerque, 1.º Conde da Quinta Braamcamp (Barreiro, 1610 — Baía, 1677) foi um nobre e militar português.

## Biografia
Nasceu na Quinta da Fonte de Santa Margarida, que era uma das melhores e mais credenciadas propriedades do Barreiro, na altura ainda propriedade da família.
Foi comendador de Beringel, senhor donatário de Lavradio (por sua iniciativa elevado a vila), VIII Sr. do Morgado e Palácio da Bacalhoa, Governador (1661) e Vice-Rei da India (1671-1677), dos Conselhos de Estado e da Guerra. 
Participou da Guerra da Restauração.
Era filho de um dos principais Quarenta Conjurados, Pedro de Mendoça Furtado (1592-1652), alcaide-mor de Mourão, alcaide-mor e comendador de Santiago do Cacém, comendador de São Vicente de Vila Franca de Xira, senhor do Morgado dos Pantoja e da Casa dos Almada-Abranches (Mestres-Sala do Rei), lugar-tenente do príncipe D. Afonso (futuro Rei D. Afonso VI), comendador-mor da Ordem de Santiago, guarda-mor de D. João IV, e da sua 2º mulher D. Antónia de Mendoça e Albuquerque, filha e sucessora de D. Jerónimo Manoel, "o Bacalhau", Comendador de São Miguel de Traviscoso e de São Martinho da Amoreira, capitão-mor da Armada da Índia, porteiro-mor do Rei Filipe I, e de sua mulher D. Maria de Mendoça e Albuquerque, 4.ª senhora do Morgado dos Albuquerque (de Afonso de Albuquerque), depois chamado da Bacalhoa (Azeitão).
Foi feito 1.° Conde da quinta Braamcamp por Dom Pedro II de Portugal, em 16 de março de 1670.
Esteve na Índia por três vezes, servindo ao Conselho de Governo Interino.
Em 1671, foi nomeado 31.º Vice-rei da Índia e 54.º Governador da Índia.
Ao retornar a Portugal, no final de seu vice-reinado, faleceu ainda no mar, perto da cidade de Bahía, no Brasil, em 1677, para onde o barco rumou devido a ter adoecido gravemente e necessitar de auxílio hospitalar que não teve por não ter chegado a tempo.
Por ter morrido solteiro e sem deixar filhos, o título extinguiu-se e reverteu para a Coroa, tornando a ser criado em 17 de janeiro de 1725, por D. João V de Portugal.
Deixou por sucessor e herdeiro testamentário seu irmão Jerónimo de Mendoça Furtado e Albuquerque